# Cantone di Cirey-sur-Vezouze
Il Cantone di Cirey-sur-Vezouze era una divisione amministrativa dell'arrondissement di Lunéville.
È stato soppresso a seguito della riforma complessiva dei cantoni del 2014, che è entrata in vigore con le elezioni dipartimentali del 2015.
Comprendeva i comuni di:
- Bertrambois
- Cirey-sur-Vezouze
- Parux
- Petitmont
- Saint-Sauveur
- Tanconville
- Val-et-Châtillon